# René Yandún
Cástulo René Yandún Pozo (Tulcán, 29 de noviembre de 1946) es un general y político socialdemócrata ecuatoriano que ocupó la prefectura provincial de Carchi durante 12 años consecutivos (de 2000 a 2012).

## Trayectoria pública
Saltó a la palestra pública en 1997 luego de denunciar que varios dirigentes políticos discutían la posibilidad de instaurar una dictadura y de criticar al presidente Fabián Alarcón aseverando que el país necesitaba "un nuevo sistema de gobierno" y que la estructura social se estaba desmoronando, lo que produjo que fuera relevado de su puesto de general por el presidente.
Inició su vida política en las elecciones legislativas de 1998, donde obtuvo una curul como diputado nacional en representación de Carchi por el partido Izquierda Democrática.
Para las elecciones seccionales de 2000 dejó su cargo de diputado y fue elegido prefecto provincial de Carchi por la Izquierda Democrática. Fue reelecto al cargo en las elecciones seccionales de 2004 y de 2009 por el mismo partido.
Renunció a la prefectura en noviembre de 2012 para presentarse como candidato a la Asamblea Nacional en las elecciones legislativas de 2013 por el movimiento Integración Democrática del Carchi, obteniendo una curul junto a dos candidatos del movimiento oficialista Alianza PAIS.
En abril de 2016 pasó a formar parte del denominado "Bloque Legislativo Democrático" junto a asambleístas de los partidos Avanza, Pachakutik y antiguos integrantes de Alianza PAIS y Sociedad Unida Más Acción, cuya principal meta fue fiscalizar el manejo de los recursos recolectados tras el Terremoto de Ecuador de 2016.
Para las elecciones legislativas de 2017 fue reelecto asambleísta de Carchi por la alianza entre el partido Izquierda Democrática y el movimiento Integración Democrática del Carchi.